# Famille Alaman
Pour les articles homonymes, voir Familles Alleman.

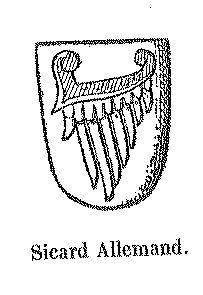
Blason de Sicard Alaman

La famille Alaman est une famille médiévale du comté de Toulouse, qui a connu son apogée au cours du XIIIe siècle, avant de s'éteindre au XIVe siècle.
Cette famille doit son ascension à son service auprès des comtes de Toulouse. À ce titre, on trouve trace de leur rôle dans toutes les possessions des comtes, mais leur fief seigneurial se trouve au nord d'Albi, dans le Tarn. Charles Higounet a surnommé cette famille « bastidors », en référence à quatre bastides créées par trois de ses membres sur leur domaine historique. D'autres bastides ont été créées sur les possessions des comtes.

## Histoire

### Origine
La famille Alaman est originaire de Penne, dans le Tarn. Le nom Alaman et ses variantes sont courants en France dans de nombreuses provinces, y compris aujourd'hui en pays albigeois. Le nom signifie juste "originaire du pays des Alamans" (Allemagne du sud-ouest, Suisse, et France de l'est).
Cette famille est à l'origine une riche famille locale, mais probablement non encore agrégée à la noblesse. Ses membres successifs ont servi avec application leurs mandants. En 1243, Sicard l'Ancien est adoubé par son seigneur. Rien n'atteste que le reste de la famille soit noble, d'autant plus que les textes donnent leurs noms et leurs fonctions sans titulature.
Selon Charles Higounet, Raimond de Penne, seigneur de Penne, a quatre fils : Géraud, Bernard, Déodat et Guilhem. Or, l'aïeul des Alaman, Raimond de Penne, eut trois fils, Aimar, Pierre Raimond et Arnaud. Peut-être les Alaman venaient-ils bien de Penne mais ne faisaient pas partie de la famille seigneuriale de Penne. Raymond de Penne devrait alors s'entendre par Raimond originaire de la ville de Penne, mais pas issu de la famille de Penne.

### Ascension
Arnaud Alaman est signalé seigneur du Castelviel, à Albi,. Doat appartient au cercle des proches de Raymond VI, comte de Toulouse, dont il est gestionnaire des biens et un des combattants durant la croisade des albigeois. Il sert ensuite Raymond VII au début de son arrivée à la tête du comté.
Sous Sicard Alaman, la famille atteint son apogée. Homme de confiance du comte Raymond VII, il apparait furtivement dans un texte de 1231 ; il devient prépondérant à partir de 1239 et garde son rôle sous Alphonse de Poitiers et Jeanne de Toulouse. Son rôle majeur a été de gérer les biens du comte et d'organiser la reconstruction après les saccages de la croisade des albigeois. C'est lui qui remet les clés du trésor toulousain au représentant du roi de France Philippe III le Hardi dans ses dernières années.
En 1235, Sicard hérite de son père ; il reçoit des terres le long du Tarn autour de la bastide de Labastide-Montfort, aujourd'hui Labastide-de-Lévis. À peu près à la même date, Raymond VII lui donne une terre au nord d'Albi. Il établit la ville de Castelnau-de-Lévis (initialement Castelnau-de-Bonafous) en un lieu stratégique, proche d'Albi et permettant de contrôler le commerce sur la rivière. Il envisage un rôle politique et militaire important pour sa seigneurie et il utilise une partie de sa fortune à acheter des terres contiguës à son domaine, comme la seigneurie de Castanet.
Doat, fils du premier Doat, hérite de la partie de la seigneurie de son père entre Tarn et Vère. Il fonde deux bastides, Durfort sur l'actuelle commune de Fayssac et Labastide-Mont-Alaman, devenue Villeneuve-sur-Vère.

### Extinction progressive
Sicard le jeune, dernier fils vivant de Sicard l'Ancien, meurt en 1280 sans descendance. Sa seigneurie passe dans la famille de Lautrec, mais la fortune est dilapidée en procès entre l'héritier désigné par Sicard le jeune, Bertrand de Lautrec, et ses sœurs, héritières désignées par Sicard l'ancien en cas de mort de Sicard le jeune sans postérité.
La branche cadette issue de Doat le jeune, scinde la seigneurie au fil des héritages et le nom des Alaman finit par s'éteindre.

## Personnalités

### Arnaud Alaman
Arnaud est seigneur du Castelviel (à Albi) en 1146. Issu d'une famille de Penne, il est le premier à adjoindre le nom Alaman à son prénom. L'usage des noms de famille date de cette époque-là, mais on n'en connait pas l'origine.

### Doat Alaman
Doat Alaman (Deodatus en latin, ou Dieudonné en français) est au service du comte de Toulouse, Raymond VI, en 1194. Il tranche avec trois autres seigneurs locaux un litige entre le comte de Toulouse et l'évêque d'Albi, Guillaume V de Peyre de Brens. Il meurt entre 1223 et 1234. Sa succession est signée le 17 janvier 1235. Il est le fondateur de la bastide de Labastide-Montfort en 1193, aujourd'hui nommé Labastide-de-Lévis.
Il eut pour épouse Fine, mère de Sicard, Doat et Guillaume-Aton. Ce dernier est mort jeune, avant son père et n'est donc que mentionné dans la succession de Doat l'Ancien. Pour Charles Higounet, Fine est probablement membre de la famille de Lautrec, ses legs de Graulhet et Puybegon à ses fils, et le prénom Sicard, déjà connu dans cette famille en attestent.

### Sicard Alaman dit l'Ancien

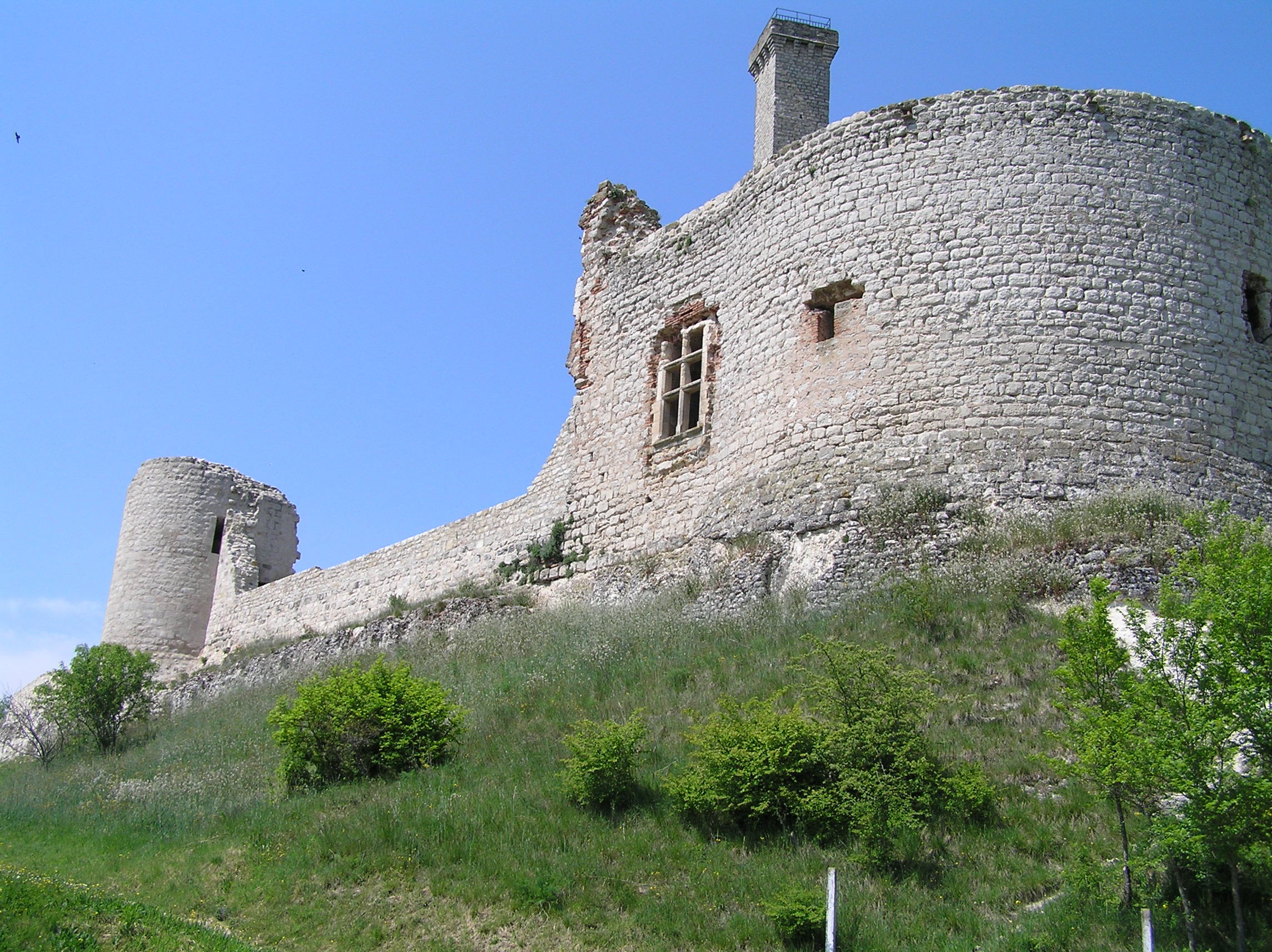
Vestiges du château de Castelnau-de-Lévis

Fils de Doat, Sicard Alaman est né vers 1210. Il entre au service de Raymond VII de Toulouse comme conseiller et lieutenant général, et reste à ce poste lors de l'entrée du comté de Toulouse dans la maison de France avec Alphonse de Poitiers. En 1235, il hérite du sud de la seigneurie de son père et fonde le village de Castelnau-de-Bonnafous, ultérieurement renommé en Castelnau-de-Lévis. Ses années au service de deux comtes lui permettent de développer la région par la création de nombreuses bastides et de redémarrer l'économie durement touchée par vingt ans de guerre (croisade des albigeois). Sa fortune personnelle croit en proportion grâce aux péages dont il devient propriétaire sur le Tarn et la Garonne. Ils lui permettent de contrôler tout le marché du vin de Gaillac, de Gascogne et des coteaux entre Agen et Montauban. Cette fortune est dilapidée à partir de 1270 en procès, partages entre descendants et intervention des représentants du roi de France, Philippe III le Hardi, héritier du comté de Toulouse.
Il a trois épouses. Philippa lui donne Élix, Cécile et Sicard ; Béatrix de Lautrec lui donne Angès et Sicard dit le jeune ; et Béatrix de Mévouillon lui donne Marguerite.
Son héritage est ouvert en 1275.

### Doat II Alaman
Fils de Doat l'Ancien, il est héritier de la partie nord de la seigneurie. Il est encore mineur à la mort de son père et reçoit en 1252.
Il meurt jeune, sa succession ayant lieu en 1261. Ses fils se partagent le fief, Doat obtient Villeneuve et Sicard hérite de Durfort, sur l'actuelle commune de Fayssac. L'importance politique de cette branche de la famille décline progressivement. Doat Alaman de Frausseilles et Cestayrols vers 1316, et Guilhem et Arnaud Alaman de Villeneuve en 1333, appartiennent à cette branche.

### Sicard Alaman
Fils de Sicard l'Ancien, il épouse en 1268 Marguerite de Castillon, fille de Robert, vicomte de Castillon. Ils n'ont pas d'enfant quand il meurt en 1270 à Tunis. Il avait suivi son suzerain, Alphonse de Poitiers, comte de Toulouse à la huitième croisade. Il a existé une confusion entre lui et son jeune demi-frère de même nom, mais son rôle dans l'escorte de machines de guerre depuis Toulouse en 1268 ne peut être imputé à son frère trop jeune.

### Sicard Alaman, dit le jeune
Il hérite la seigneurie de son père, ses sœurs étant dédommagées financièrement. Il épouse Agathe de Mévouillon, sœur de la dernière épouse de son père et meurt sans descendance. Avec lui s'éteint la branche ainée de la famille Alaman et c'est à son oncle maternel, Bertrand, vicomte de Lautrec, que revient la seigneurie.
En 1996, un blason coloré des Alaman a été découvert dans des locaux appartenant à l'ancienne abbaye de Vielmur-sur-Agout. Situé dans une alcôve de la salle dite des enfeus, il s'agit probablement de la sépulture d'un Alaman, et la datation de l’alcôve semble indiquer un aménagement fin XIIIe siècle, début XIVe siècle. Cette date et le site dans le fief de la famille de Lautrec pourrait indiquer celle de Sicard le jeune.

### Guilhem Alaman
Guillaume d'Alaman, petit seigneur de Villeneuve-sur-Vère, est fils de Doat II Alaman. Dana sa jeunesse, il se met au service du roi Philippe IV le Bel. Son nom apparait dans l'entourage des représentants du roi en 1297 et 1306. En 1325, une plainte est déposée contre lui pour avoir usurpé son droit de justice.
Il est également connu comme troubadour : il est provoqué dans une tenson, joute verbale en vers, par Raimon de Cornet, moine troubadour.

### Arnaud d'Alaman
On ne connait pas l'origine familiale d'Arnaud d'Alaman, mais il vécut à la même époque que Guilhem et lui était peut-être apparenté. Lui aussi croise le verbe avec Raimon de Cornet.

## Généalogie
Cet arbre généalogique simplifié est un essai de Charles Higounet. Certains liens, comme ceux de Raimond de Penne avec Arnaud Alaman et Doat Alaman sont supposés.
- Raimond de Penne
  - Aimar
  - Pierre-Raymond
  - Arnaud Alaman
    - Bernard Alaman
      - Doat Alaman dit Doat l'Ancien
        - Guilhem Aton
        - Sicard Alaman (v. 1210, † 1275) dit Sicard l'Ancien
          - Élix, épouse d'Amalric de Lautrec
          - Cécile, épouse d'Hugues d'Adhémar
          - Sicard († 1270)
          - Agnès
          - Sicard dit le jeune († 1280)
          - Marguerite
          - Raymond (illégitime mais reconnu)

        - Doat le jeune
          - Doat seigneur de Villeneuve
            - Guilhem, troubadour

          - Sicard damoiseau de Durfort
            - Raimond
              - Doat

          - Raimond mort avant la succession

Blason de Labastide-de-Lévis avec les armes des Alaman en haut à gauche

## Héraldique
Le blason des Alaman représente une aile d'oiseau, c'est-à-dire un demi-vol en langage héraldique.
Un blason retrouvé en 1996 indique des couleurs de gueules au demi-vol d'argent.

## Pour approfondir